# Pardesi (1970)
Pardesi (Hindi: परदेसी, übersetzt: Fremder) ist ein Hindi-Film von Kundan Kumar aus dem Jahr 1970 mit Mumtaz und Biswajeet in den Hauptrollen.

## Handlung
Die schöne Myna ist eine Schlangenbeschwörerin und lebt mit ihrem Vater Ustad, der sie bald mit seinem Assistenten Tikora verheiraten möchte. Eines Tages findet Ustad einen schwer verletzten Mann und bringt ihn mit nach Hause. Der Mann wurde von einer Giftschlange gebissen, weshalb Ustad ihm ein Gegengift verabreicht.
Nach einiger Zeit bessert sich der Gesundheitszustand des Mannes, der sich jedoch nicht an seine Vergangenheit und auch nicht an seinen Namen erinnern kann. Sein einziges Merkmal ist der teure Diamantring an seiner Hand.
Ustad und Myna nennen ihn von nun an Pardesi und kümmern sich um ihn, bis er wieder vollständig gesund ist. Währenddessen kommen sich Myna und Pardesi näher und verlieben sich ineinander, was Tikora ein Dorn im Auge ist. Ustad lehrt Pardesi zudem die Kunst der Schlangenbeschwörung, was ihn zu einem würdigen Nachfolger machen würde, auch an Mynas Seite.
Deshalb will Tikora den Fremden umbringen, doch Ustad stellt sich ihm in den Weg, worauf Tikora ihn dann die Klippen hinunterstürzt. Myna und Pardesi fliehen. Auf der Flucht werden sie von einem Wagen angehalten, deren Insassen, Ranimaa, Savitri und Vijay, ihn als Ajay, ihren Sohn, Ehemann und Bruder, identifizieren.
Was Pardesi/Ajay nicht weiß ist, dass Vijay ihn einst die Klippen hinuntergestürzt hatte nur um das Erbe nicht aufteilen zu müssen. Letztendlich kommt die ganze Wahrheit heraus und Pardesi erlangt sein Erinnerungsvermögen nach einem Sturz wieder. Derweil stirbt Myna an Herzversagen. Als Denkmal setzen Pardesi und seine Ehefrau Savitri ein großes Bild von Myna in ihrem Haus.

## Musik
| Songtitel                         | Sänger/in                  |
| --------------------------------- | -------------------------- |
| Daka Dali                         | Lata Mangeshkar            |
| Pardesi Piya                      | Asha Bhosle, Mohammad Rafi |
| Lagi Na Chhutegi                  | Lata Mangeshkar            |
| Mere Gore Ang Base Pyar Piya Tera | Lata Mangeshkar            |
| Din Raat Jale                     | Lata Mangeshkar            |
| Kal Ki Kuch                       | Asha Bhosle                |